# Helicia carrii
Helicia carrii är en tvåhjärtbladig växtart som beskrevs av Herman Otto Sleumer. Helicia carrii ingår i släktet Helicia och familjen Proteaceae. Inga underarter finns listade i Catalogue of Life.